# Альо, Филипп
Фили́пп Альо́ (фр. Philippe Alliot, родился 27 июля 1954 года в Вове, департамент Эр и Луар, Франция) — французский автогонщик, участник чемпионатов мира по автогонкам в классе Формула-1 в 1984—1990 и в 1993—1994 годах. За 116 Гран-при смог набрать всего 7 очков, как на старте, так и на финише никогда не поднимался выше пятого места.

## Биография

### Ранние годы
Гоночную карьеру Альо, изучавший политические науки, начал достаточно поздно — лишь в возрасте 21 года он поступил в гоночную школу Motul. Успешно окончив обучение, он забросил политологию и принял участие в чемпионате Формулы-Рено 1976 года. В этом и следующем году в гонках доминировал Ален Прост, так что добиться успеха Филипп смог только в 1978 году, когда Прост покинул чемпионат. Став чемпионом, он перешёл в Формулу-3, где провёл ещё четыре сезона. Он стал третьим во французской Формуле-3 в 1979, после чего перешёл в европейский чемпионат. Там в 1980-82 он дважды становился пятым в чемпионате и один раз — третьим. В сезоне-83 он перешёл в Формулу-2, где успеха не добился — удалось лишь пару раз финишировать пятым. Некоторой компенсацией этих невысоких достижений стало третье место в «24 часах Ле-Мана» 1983 года, заработанное в компании с Марио и Майклом Андретти.

### Формула-1: RAM, Лижье и Ляррусс
В 1984 году он решил перейти сразу на высший уровень — в Формулу-1, но смог найти только место в команде RAM — слабой и испытывающей постоянные проблемы с финансами. Результаты оказались соответствующими — за два сезона он финишировал всего четырежды не выше девятого места, а трижды Альо даже не удалось пройти квалификацию. В остальных гонках он, как правило, сходил с трассы, причем зачастую — по собственной вине. В связи с этим Филипп на следующий сезон перешёл ступенькой ниже, в международную Формулу-3000. Машина позволяла бороться среди лидеров, а на этапе в Спа Альо даже смог победить, завоевав также и поул-позицию. Тем не менее, этот относительно успешный сезон Филипп предпочел прервать, так как освободилось место в самой французской команде Формулы-1 — основной гонщик «Лижье» Жак Лаффит сломал обе ноги в аварии на старте Гран-при Великобритании, что поставило точку в его карьере. На освободившееся место и пригласили Альо.
Переход в хорошую команду не дал ощутимых результатов — просто потому что случился в неподходящее время. Персонал находился в морально подавленном состоянии после аварии Лаффита, а отсутствие доработки как шасси, так и двигателей привело к тому, что успешный в первой половине чемпионата автомобиль позволил пилотам набрать всего лишь четыре очка. Одно из них в Мексике заработал Альо, и этого хватило для привлечения внимания команды «Ляррусс», в которой он и провёл следующие три года. Как и у предыдущих коллективов Альо, с финансами у команды был туго, и максимум чего удалось добиться за всё время — четыре финиша в очках, все четыре на шестых местах. Большей известности на трассе француз добился не результатами, а скорее авариями — некоторые даже называли его худшим из всех гонщиков в истории.

### Спорткары
После трёх малорезультативных сезонов Филипп перешёл в «Лижье», и очень не вовремя - новый 1990 сезон стал для «Лярусса» лучшим в истории. «Лижье» же напротив, снизила результаты даже по отношению к самой себе образца 89 года. В очках финишировать не удалось ни разу, более того, лучшим результатом оказались лишь два девятых места. Тем удивительнее тот факт, что на следующие два сезона он был приглашён для выступлений в гонках спорткаров в заводскую команду «Пежо» под управлением Жана Тодта. Выступая в паре с Мауро Бальди, он трижды выиграл, но произошло это скорее не из-за достоинств пилота, а вследствие отсутствия конкурентов у команды. К тому же сам чемпионат катился к своему закату.

### Возвращение в Формулу-1
Вдохновлённый успехом, в 1993 Альо вернулся в Формулу-1, вновь заняв место в «Лярруссе», но результаты опять не изменились — удалось единожды финишировать в очках, правда, на лучшем в карьере месте — пятым. На следующий год по протекции компании «Пежо» ему удалось устроиться в команду «Макларен», но руководство в лице Рона Денниса предпочло Мартина Брандла, а Альо большей частью занимался тестовой работой. Всё же одну гонку провести он смог — на Гран-при Венгрии он заменил дисквалифицированного Хаккинена. Гонкой позже, на Гран-при Бельгии он на один этап вернулся в «Ляррусс». В обеих гонках он сошёл, не преодолев и трети дистанции.

### Дальнейшая карьера
Будучи к этому моменту уже сорокалетним, Альо решил закончить карьеру на высшем уровне и ограничился выступлением в национальных соревнованиях французского кубка Супертуризм за заводскую команду «Пежо». Ещё через год, в 1996 году он ещё раз попытался принять участие в «24 часах Ле-Мана», но сошёл после аварии из-за заклинившей педали газа. Также впоследствии участвовал в ледовых гонках, в ралли Париж-Дакар и даже основал собственную команду в гонках гран-туризмо, с которой в 2001 году завоевал чемпионский титул во Франции. Кроме того, он одно время комментировал гонки на ТВ, а также пробовал строить политическую карьеру.
Кроме всего прочего, Альо владеет картинговой трассой в Беллевилль-сюр-Ви, департамент Вандея.

## Результаты выступлений в Формуле-1
| Легенда к таблице |                                                                    |
| --- | ------------------------------------------------------------------ |
| В таблице перечислены результаты всех Гран-при Формулы-1, в которых принимал участие гонщик. Строками таблицы являются сезоны, столбцами — этапы чемпионата мира. В каждой клетке указаны сокращённое название этапа и результат, дополнительно обозначенный цветом. Расшифровка обозначений и цветов представлена в нижеследующей таблице. |                                                                    |
| \| Пример \| Описание \| \| ------------ \| ------------------------------------------------------------------ \| \| 1 \| Победитель \| \| 2 \| Второе место \| \| 3 \| Третье место \| \| 5 \| Финишировал, заработав очки \| \| Сход \| Не финишировал, но при этом заработал очки \| \| 12 \| Финишировал, не получив очков \| \| НКЛ \| Финишировал, но не попал в финальную классификацию \| \| 15 \| Участвовал вне зачёта, либо по отдельной классификации \| \| 18 \| Не финишировал, но попал в финальную классификацию \| \| Сход \| Не финишировал \| \| НКВ \| Не прошёл квалификацию \| \| НПКВ \| Не прошёл предквалификацию \| \| ДСК \| Дисквалифицирован \| \| ИСК \| Исключён из протокола соревнований \| \| ТТ \| Заявлен для участия только в тренировках \| \| НС \| Участвовал в квалификации, но не стартовал в гонке \| \| Т \| Травмирован или болен \| \| ОТК \| Отказ от участия \| \| НТР \| Прибыл на соревнования, но на трассу не выезжал \| \| НПР \| Был заявлен в числе участников, но не прибыл к началу соревнований \| \| О \| Соревнования отменены \| \| \| Не участвовал \| \| Поул-позиция \| \| \| Быстрый круг \| \| |                                                                    |
| Пример | Описание                                                           |
| 1 | Победитель                                                         |
| 2 | Второе место                                                       |
| 3 | Третье место                                                       |
| 5 | Финишировал, заработав очки                                        |
| Сход | Не финишировал, но при этом заработал очки                         |
| 12 | Финишировал, не получив очков                                      |
| НКЛ | Финишировал, но не попал в финальную классификацию                 |
| 15 | Участвовал вне зачёта, либо по отдельной классификации             |
| 18 | Не финишировал, но попал в финальную классификацию                 |
| Сход | Не финишировал                                                     |
| НКВ | Не прошёл квалификацию                                             |
| НПКВ | Не прошёл предквалификацию                                         |
| ДСК | Дисквалифицирован                                                  |
| ИСК | Исключён из протокола соревнований                                 |
| ТТ | Заявлен для участия только в тренировках                           |
| НС | Участвовал в квалификации, но не стартовал в гонке                 |
| Т | Травмирован или болен                                              |
| ОТК | Отказ от участия                                                   |
| НТР | Прибыл на соревнования, но на трассу не выезжал                    |
| НПР | Был заявлен в числе участников, но не прибыл к началу соревнований |
| О | Соревнования отменены                                              |
| | Не участвовал                                                      |
| Поул-позиция |                                                                    |
| Быстрый круг |                                                                    |

| Сезон | Команда                     | Шасси           | Двигатель                       | Ш | 1        | 2        | 3        | 4        | 5        | 6        | 7        | 8        | 9        | 10       | 11       | 12       | 13       | 14       | 15       | 16       | Место | Очки |
| ----- | --------------------------- | --------------- | ------------------------------- | - | -------- | -------- | -------- | -------- | -------- | -------- | -------- | -------- | -------- | -------- | -------- | -------- | -------- | -------- | -------- | -------- | ----- | ---- |
| 1984  | Skoal Bandit Formula 1 Team | RAM 02          | Hart 415T 1,5 L4T               | P | БРА Сход | ЮАР Сход | БЕЛ НКВ  | САН Сход | ФРА Сход | МОН НКВ  | КАН 10   | ДЕТ Сход | ДАЛ НС   | ВЕЛ Сход | ГЕР Сход | АВТ 11   | НИД 10   | ИТА Сход | ЕВР Сход | ПОР Сход | 30    | 0    |
| 1985  | Skoal Bandit Formula 1 Team | RAM 03          | Hart 415T 1,5 L4T               | P | БРА 9    | ПОР Сход | САН Сход | МОН НКВ  | КАН Сход | ДЕТ Сход | ФРА Сход | ВЕЛ Сход | ГЕР Сход | АВТ Сход | НИД Сход | ИТА Сход | БЕЛ Сход | ЕВР Сход | ЮАР      | АВС      | 28    | 0    |
| 1986  | Equipe Ligier               | Ligier JS27     | Renault EF4B Mecachrome 1,5 V6T | P | БРА      | ИСП      | САН      | МОН      | БЕЛ      | КАН      | ДЕТ      | ФРА      | ВЕЛ      | ГЕР Сход | ВЕН 9    | АВТ Сход | ИТА Сход | ПОР Сход | МЕК 6    | АВС 8    | 18    | 1    |
| 1987  | Larrousse Calmels           | Lola LC87       | Ford Cosworth DFZ Mader 3,5 V8  | G | БРА      | САН 10   | БЕЛ 8    | МОН Сход | ДЕТ Сход | ФРА Сход | ВЕЛ Сход | ГЕР 6    | ВЕН Сход | АВТ 12   | ИТА Сход | ПОР Сход | ИСП 6    | МЕК 6    | ЯПО Сход | АВС Сход | 17    | 3    |
| 1988  | Larrousse Calmels           | Lola LC88       | Ford Cosworth DFZ Mader 3,5 V8  | G | БРА Сход | САН 17   | МОН Сход | МЕК Сход | КАН 10   | ДЕТ Сход | ФРА Сход | ВЕЛ 14   | ГЕР Сход | ВЕН 12   | БЕЛ 9    | ИТА Сход | ПОР Сход | ИСП 14   | ЯПО 9    | АВС 10   | 24    | 0    |
| 1989  | Larrousse Calmels           | Lola LC88B      | Lamborghini 3512 3,5 V12        | G | БРА 12   |          |          |          |          |          |          |          |          |          |          |          |          |          |          |          | 26    | 1    |
| 1989  | Equipe Larrousse            | Lola LC89       | Lamborghini 3512 3,5 V12        | G |          | САН Сход | МОН Сход | МЕК Сход | США Сход | КАН Сход | ФРА Сход | ВЕЛ Сход | ГЕР Сход | ВЕН НКВ  | БЕЛ 16   | ИТА Сход | ПОР 9    | ИСП 6    | ЯПО Сход | АВС Сход | 26    | 1    |
| 1990  | Ligier Gitanes              | Ligier JS33B    | Ford Cosworth DFR L&P 3,5 V8    | G | США ИСК  | БРА 12   | САН 9    | МОН Сход | КАН Сход | МЕК 18   | ФРА 9    | ВЕЛ 13   | ГЕР ДСК  | ВЕН 14   | БЕЛ НКВ  | ИТА 13   |          |          |          |          | 23    | 0    |
| 1990  | Ligier Gitanes              | Ligier JS33C    | Ford Cosworth DFR L&P 3,5 V8    | G |          |          |          |          |          |          |          |          |          |          |          |          | ПОР Сход | ИСП Сход | ЯПО 10   | АВС 11   | 23    | 0    |
| 1993  | Larrousse F1                | Lola T93/30 BMS | Lamborghini 3512 3,5 V12        | G | ЮАР Сход | БРА 7    | ЕВР Сход | САН 5    | ИСП Сход | МОН 12   | КАН Сход | ФРА 9    | ВЕЛ 11   | ГЕР 12   | ВЕН 8    | БЕЛ 12   | ИТА 9    | ПОР 10   | ЯПО      | АВС      | 17    | 2    |
| 1994  | Marlboro McLaren Peugeot    | McLaren MP4/9   | Peugeot A6 3,5 V10              | G | БРА      | ТИХ      | САН      | МОН      | ИСП      | КАН      | ФРА      | ВЕЛ      | ГЕР      | ВЕН Сход |          |          |          |          |          |          | —     | 0    |
| 1994  | Tourtel Larrousse F1        | Larrousse LH94  | Ford Cosworth HB 3,5 V8         | G |          |          |          |          |          |          |          |          |          |          | БЕЛ Сход | ИТА      | ПОР      | ЕВР      | ЯПО      | АВС      | —     | 0    |